# خربة بشار
خربة بشار قرية سوريّة تتبع إداريّاً لمحافظة حلب منطقة منبج ناحية أبو قلقل، بلغ تعداد سكانها 1,120 نسمة حسب التعداد السكاني لعام 2004.